# Ágios Konstantínos (Sámos)
Pour les articles homonymes, voir Ágios Konstantínos.
Ágios Konstantínos, en grec moderne : Άγιος Κωνσταντίνος, est un village du dème de Sámos-Est, sur l'île de Sámos, en  Grèce.
Selon le recensement de 2011, la population du village compte 368 habitants.